# Adelmo Simas Genro
Adelmo Simas Genro (Santiago, 19 de outubro de 1921 - Porto Alegre, 7 de setembro de 2003) foi um advogado, professor, escritor de obras literárias e político brasileiro.

## Biografia
Filho de Cândido Genro Filho e Cassilda Simas Genro, casou-se em 4 de Março de 1943 com Elly Hertz Genro, com quem teve seis filhos, Carlos Horácio, Suzana, Tarso Fernando, Maria Júlia, Adelmo Filho e Maria Elly.
Sua formação no Ensino Básico (fundamental e médio) se deu na Escola Marista de Santa Maria, Rio Grande do Sul, entre os anos de 1936 e 1941. Foi professor em Santiago, Rio Grande do Sul, no Instituto Batista, em 1942 e 1943. A partir do ano de 1944, passou a lecionar as disciplinas de francês e língua portuguesa na Escola Normal Sagrado Coração de Jesus, de São Borja e Ginásio Estadual Sanborjense, do qual foi diretor. A partir de 1954, mudou-se para Santa Maria, onde cursou técnico em contabilidade e o curso de direito, na universidade Federal de Santa Maria, tendo-se formado na primeira turma daquela instituição de ensino no ano de 1964. Foi diretor e professor do Instituto de Educação Olavo Bilac, de Santa Maria, de 1961 até 1964, tendo exercido as funções de professor na Escola Estadual de 2° Grau Professora Maria Rocha e Professor e Assistente de Direção do Colégio Manoel Ribas, de Santa Maria, de 1956 até 1964.
Foi expurgado do magistério pela ditadura em 1964. Seus direitos políticos foram cassados enquanto ocupava interinamente a prefeitura de Santa Maria. Organizou a resistência ao golpe militar e conforme declaração de sua viúva Elly ao escritor João Marcos Adede y Castro, era comum que políticos e jovens militantes que se sentiam perseguidos viessem a Santa Maria, onde se hospedavam em sua casa, até conseguir fugir para o Chile. Mesmo cassado, Adelmo continuou a exercer a advocacia, tendo defendido inúmeros presos e perseguidos políticos do regime, na Justiça militar de Santa Maria e em outros locais.
Os filhos Tarso Genro, Adelmo Genro Filho, e sua neta Luciana Genro também seguiram carreira política.
Em 1997, Adelmo foi escolhido Patrono da 25° Feira do Livro de Santa Maria, evento promovido pela primeira vez em 1972, por seu filho Adelmo Genro Filho e um grupo de estudantes santamarienses. Foi presidente do Conselho Municipal de Cultura de Santa Maria na gestão 2002.
Foi membro da Associação Santa Mariense de Letras, tendo sido conselheiro desta instituição em várias gestões, onde também exerceu diversos outros cargos. Nesta associação, participou da publicação de todas as antologias da entidade, tendo recebido, por seus serviços, o Distintivo de Ouro, outorga do mérito literário de 1997. Foi membro, ainda, da Associação Brasileira Maçônica de letras, como sócio correspondente.
Desde 1988, até sua morte, foi cronista semanal no jornal A Razão, de Santa Maria.
Adelmo Genro morreu vítima de um tumor cerebral, em 7 de setembro de 2003.

## Obras literárias
- O Viajante e a Aposentadoria Especial, (1963)
- Um Tal Mathias Capador, (1983)
- Histórias do Tio Nica e Outras, (1986)
- Ri Tu Rides Vós, (1995)
- Maria Ignácia das Dores, (1999)
- Compadre Doralino e Outras Histórias, (2001)
- Fogo no Céu - Contos, (2002)

Em parceria com outros autores, também publicou as seguintes obras:
- A maçonaria, (1976)
- Gente de Prosa, (1991)
- Antologia em prosa e verso,(1995)
- Da Boca do Monte: Crônicas, (2000)
- O Apito do Trem. Santa Maria, (2002)